# Sotzeling
Sotzeling é uma comuna francesa na região administrativa de Grande Leste, no departamento de Mosela. Segundo os censos de 1999, estende-se por uma área de 3,66 km². Em 2010 a comuna tinha 20 habitantes (densidade: 5,5 hab./km²).